# Libystica eucampima
Libystica eucampima är en fjärilsart som beskrevs av George Francis Hampson 1926. Libystica eucampima ingår i släktet Libystica och familjen nattflyn. Inga underarter finns listade i Catalogue of Life.